# آلبرتون (آلاباما)
آلبرتون (به انگلیسی: Alberton) یک منطقهٔ مسکونی در ایالات متحده آمریکا است که در شهرستان کافی، آلاباما واقع شده‌است. آلبرتون ۵۲٫۱۲ متر بالاتر از سطح دریا قرار دارد.